# Баратова, Мадина Хасановна
Мадина Хасановна Баратова (узб. Madina Hasanovna Baratova; род. 22 декабря 1986 года, Бухарская область, Узбекская ССР, СССР) — узбекский филолог и политик, с 2020 года депутат Законодательной палаты Олий Мажлиса Республики Узбекистан IV созыва, член Либерально-демократической партии Узбекистана.

## Биография
Мадина Хасановна родилась 22 декабря 1986 года в Бухарской области. В 2006 году окончила Бухарский государственный университет по специальности филолог.
В 2005 году начала трудовую деятельность руководителем клуба «Иностранный язык» центра социальных услуг молодежи при Бухарском городском совете. В 2008 году назначена начальником отдела по работе с молодежью в образовательных учреждениях областного совета ОДМ "Камолот". В 2010 году стала координатором центра подготовки лидеров. В 2014 году стала региональным координатором учебно-методического центра. С 2017 года начала работать заместителем председателем Бухарского областного совета союза молодежи Узбекистана — председателем детской организации "Камалак".
С июня 2020 года является депутатом Законодательной палаты Олий Мажлис Республики Узбекистан, а также членом комитета по труду и социальным вопросам.

## Награды
В 2017 году указом президента Узбекистана награждена орденом «Дустлик», а также была удостоена памятным знаком «20 лет независимости Узбекистана».